# Three (The John Butler Trio)
Three è il secondo album in studio del gruppo musicale australiano The John Butler Trio, pubblicato nel 2001.

## Tracce
- Edizione australiana

1. Betterman – 8:16
2. Attitude – 6:09
3. Media – 5:19
4. Believe – 3:59
5. Take – 8:01
6. Life Ain't What It Seems – 7:04
7. Money – 11:33
8. Foundation – 14:47